# Андре Шюррле
А́ндре Горст Шю́ррле (нім. André Horst Schürrle, нар. 6 листопада 1990, Людвігсгафен-на-Рейні) — колишній німецький футболіст, що грав на позиції нападника і флангового атакувального півзахисника.

## Клубна кар'єра
У дорослому футболі дебютував 2009 року виступами за команду клубу «Майнц 05», в якій провів два сезони, взявши участь у 66 матчах чемпіонату. Більшість часу, проведеного у складі «Майнца», був основним гравцем атакувальної ланки команди.
До складу клубу «Баєр 04» приєднався 2011 року. Сума трансферу склала близько 8 млн євро.
Влітку 2013 року між німецьким клубом і лондонським «Челсі» була досягнута домовленість про перехід Шуррле в англійську команду. 27 жовтня 2013 в матчі з «Манчестер Сіті» забив перший гол за новий клуб.
2 лютого 2015 року, в останній день зимового трансферного вікна було офіційно оголошено про перехід гравця в німецький «Вольфсбург». Сума трансферу складає приблизно 30 млн.€.
22 липня 2016 року приєднався до складу дортмундської «Боруссії». Сума трансферу не розголошувалася. У дортмундській команді протягом двох сезонів використовувався як резернвний нападник, після чого віддавався в оренду спочатку до «Фулгема», а згодом до московського «Спартака». У липні 2020 було оголошено про розірвання контракту гравця із «Боруссією» за згодою сторін, а за декілька днів Шюррле оголосив про завершення професійної ігрової кар'єри у віці 29 років

## Виступи за збірні
2008 року дебютував у складі юнацької збірної Німеччини, взяв участь у 11 іграх на юнацькому рівні, відзначившись 4 забитими голами.
З 2009 року залучався до складу молодіжної збірної Німеччини. На молодіжному рівні зіграв у 4 офіційних матчах, забив 3 голи.
2010 року дебютував в офіційних матчах у складі національної збірної Німеччини. Провів у формі головної команди країни 57 матчів, забивши 22 голи. Був учасником двох чемпіонатів Європи — у 2012 і 2016 роках, а також переможного для німецької команди чемпіонату світу 2014 року. По ходу переможної світової першості виходив на поле на заміну у шести із семи матчів «бундестім» і забив три голи, зокрема зробив дубль у ворота збірної Бразилії у півфінальній грі турніру. А у фінальній грі мундіалю став автором результативної передачі на Маріо Гетце, який забив єдиний гол двобою у додатковий час матчу.
| Дата       | Місто              | Господарі         | Результат  | Гості             | Турнір                | Голи | Примітки |
| ---------- | ------------------ | ----------------- | ---------- | ----------------- | --------------------- | ---- | -------- |
| 17-11-2010 | Гетеборг           | Швеція            | 0 – 0      | Німеччина         | товариський матч      | -    | 78'      |
| 29-3-2011  | Менхенгладбах      | Німеччина         | 1 – 2      | Австралія         | товариський матч      | -    |          |
| 29-5-2011  | Зінсгайм           | Німеччина         | 2 – 1      | Уругвай           | товариський матч      | 1    | 58'      |
| 3-6-2011   | Відень             | Австрія           | 1 – 2      | Німеччина         | Відбір до ЧЄ 2012     | -    | 67'      |
| 7-6-2011   | Баку               | Азербайджан       | 1 – 3      | Німеччина         | Відбір до ЧЄ 2012     | 1    | 75'      |
| 10-8-2011  | Штутгарт           | Німеччина         | 3 – 2      | Бразилія          | товариський матч      | 1    | 46'      |
| 2-9-2011   | Гельзенкірхен      | Німеччина         | 6 – 2      | Австрія           | Відбір до ЧЄ 2012     | 1    | 73'      |
| 6-9-2011   | Гданськ            | Польща            | 2 – 2      | Німеччина         | товариський матч      | -    |          |
| 7-10-2011  | Стамбул            | Туреччина         | 1 – 3      | Німеччина         | Відбір до ЧЄ 2012     | -    | 62'      |
| 11-10-2011 | Дюссельдорф        | Німеччина         | 3 – 1      | Бельгія           | Відбір до ЧЄ 2012     | 1    |          |
| 11-11-2011 | Київ               | Україна           | 3 – 3      | Німеччина         | товариський матч      | -    | 46'      |
| 29-2-2012  | Бремен             | Німеччина         | 1 – 2      | Франція           | товариський матч      | -    | 45'      |
| 26-5-2012  | Базель             | Швейцарія         | 5 – 3      | Німеччина         | товариський матч      | 1    |          |
| 31-5-2012  | Лейпциг            | Німеччина         | 2 – 0      | Ізраїль           | товариський матч      | 1    | 67'      |
| 17-6-2012  | Львів              | Данія             | 1 – 2      | Німеччина         | ЧЄ 2012 - 1-й етап    | -    | 64'      |
| 22-6-2012  | Гданськ            | Німеччина         | 4 – 2      | Греція            | ЧЄ 2012 - чвертьфінал | -    | 67'      |
| 15-8-2012  | Франкфурт-на-Майні | Німеччина         | 1 – 3      | Аргентина         | товариський матч      | -    | 62'      |
| 7-9-2012   | Ганновер           | Німеччина         | 3 – 0      | Фарерські острови | Відбір до ЧС 2014     | -    | 68'      |
| 12-10-2012 | Дублін             | Ірландія          | 1 – 6      | Німеччина         | Відбір до ЧС 2014     | -    | 72'      |
| 14-11-2012 | Амстердам          | Нідерланди        | 0 – 0      | Німеччина         | товариський матч      | -    | 84'      |
| 6-2-2013   | Сен-Дені           | Франція           | 1 – 2      | Німеччина         | товариський матч      | -    | 68'      |
| 22-3-2013  | Нур-Султан         | Казахстан         | 0 – 3      | Німеччина         | Відбір до ЧС 2014     | -    | 82'      |
| 29-5-2013  | Бока-Ратон         | Німеччина         | 4 – 2      | Еквадор           | товариський матч      | -    | 69'      |
| 2-6-2013   | Вашингтон          | США               | 4 – 3      | Німеччина         | товариський матч      | -    | 65'      |
| 14-8-2013  | Кайзерслаутерн     | Німеччина         | 3 – 3      | Парагвай          | товариський матч      | -    | 81'      |
| 10-9-2013  | Торсгавн           | Фарерські острови | 0 – 3      | Німеччина         | Відбір до ЧС 2014     | -    | 75'      |
| 11-10-2013 | Кельн              | Німеччина         | 3 – 0      | Ірландія          | Відбір до ЧС 2014     | 1    | 86'      |
| 15-10-2013 | Стокгольм          | Швеція            | 3 – 5      | Німеччина         | Відбір до ЧС 2014     | 3    | 32'      |
| 15-11-2013 | Мілан              | Італія            | 1 – 1      | Німеччина         | товариський матч      | -    | 59'      |
| 19-11-2013 | Лондон             | Англія            | 0 – 1      | Німеччина         | товариський матч      | -    | 82'      |
| 5-3-2014   | Штутгарт           | Німеччина         | 1 – 0      | Чилі              | товариський матч      | -    | 46'      |
| 1-6-2014   | Менхенгладбах      | Німеччина         | 2 – 2      | Камерун           | товариський матч      | 1    | 58'      |
| 6-6-2014   | Майнц              | Німеччина         | 6 – 1      | Вірменія          | товариський матч      | 1    | 75'      |
| 16-6-2014  | Сальвадор          | Німеччина         | 4 – 0      | Португалія        | ЧС 2014 - 1-й етап    | -    | 62'      |
| 26-6-2014  | Ресіфі             | США               | 0 – 1      | Німеччина         | ЧС 2014 - 1-й етап    | -    | 89'      |
| 30-6-2014  | Порту-Алегрі       | Німеччина         | 2 – 1 д.ч. | Алжир             | ЧС 2014 - 1/8 фіналу  | 1    | 46'      |
| 4-7-2014   | Ріо-де-Жанейро     | Франція           | 0 – 1      | Німеччина         | ЧС 2014 - чвертьфінал | -    | 69'      |
| 8-7-2014   | Белу-Оризонті      | Бразилія          | 1 – 7      | Німеччина         | ЧС 2014 - півфінал    | 2    | 58'      |
| 13-7-2014  | Ріо-де-Жанейро     | Німеччина         | 1 – 0 д.ч. | Аргентина         | ЧС 2014 - Фінал       | -    | 31'      |
| 3-9-2014   | Дюссельдорф        | Німеччина         | 2 – 4      | Аргентина         | товариський матч      | 1    | 57'      |
| 7-9-2014   | Дортмунд           | Німеччина         | 2 – 1      | Шотландія         | Відбір до ЧЄ 2016     | -    | 83'      |
| 11-10-2014 | Варшава            | Польща            | 2 – 0      | Німеччина         | Відбір до ЧЄ 2016     | -    | 77'      |
| 25-3-2015  | Кайзерслаутерн     | Німеччина         | 2 – 2      | Австралія         | товариський матч      | -    | 63'      |
| 29-3-2015  | Тбілісі            | Грузія            | 0 – 2      | Німеччина         | Відбір до ЧЄ 2016     | -    | 86'      |
| 10-6-2015  | Кельн              | Німеччина         | 1 – 2      | США               | товариський матч      | -    | 46'      |
| 13-6-2015  | Фару               | Гібралтар         | 0 – 7      | Німеччина         | Відбір до ЧЄ 2016     | 3    |          |
| 7-9-2015   | Глазго             | Шотландія         | 2 – 3      | Німеччина         | Відбір до ЧЄ 2016     | -    | 86'      |
| 8-10-2015  | Дублін             | Ірландія          | 1 – 0      | Німеччина         | Відбір до ЧЄ 2016     | -    | 35'      |
| 11-10-2015 | Лейпциг            | Німеччина         | 2 – 1      | Грузія            | Відбір до ЧЄ 2016     | -    | 76'      |
| 26-3-2016  | Берлін             | Німеччина         | 2 – 3      | Англія            | товариський матч      | -    | 64'      |
| 29-5-2016  | Аугсбург           | Німеччина         | 1 – 3      | Словаччина        | товариський матч      | -    | 75'      |
| 4-6-2016   | Гельзенкірхен      | Німеччина         | 2 – 0      | Угорщина          | товариський матч      | -    | 60'      |
| 12-6-2016  | Лілль              | Німеччина         | 2 – 0      | Україна           | ЧЄ 2016 - 1-й етап    | -    |          |
| 16-6-2016  | Сен-Дені           | Німеччина         | 0 – 0      | Польща            | ЧЄ 2016 - 1-й етап    | -    | 66'      |
| 21-6-2016  | Париж              | Північна Ірландія | 0 – 1      | Німеччина         | ЧЄ 2016 - 1-й етап    | -    | 55'      |
| 22-3-2017  | Дортмунд           | Німеччина         | 1 – 0      | Англія            | товариський матч      | -    | 59'      |
| 26-3-2017  | Баку               | Азербайджан       | 1 – 4      | Німеччина         | Відбір до ЧС 2018     | 2    |          |
| Усього     |                    | Матчів            | 57         |                   | Голів                 | 22   |          |

## Титули і досягнення
- Чемпіон світу (1):

 Німеччина: 2014
- Чемпіон Англії (1):

 «Челсі»: 2014–15
- Володар кубка Футбольної ліги:

 «Челсі»: 2014–15
- Володар Кубка Німеччини (2):

 «Вольфсбург»: 2014–15
 «Боруссія» (Дортмунд): 2016–17
- Володар Суперкубка Німеччини (1):

 «Вольфсбург»: 2015